# Броз, Йошка
Иосип «Йошка» Броз (сербохорв. Јосип «Јошка» Броз / Josip «Joška» Broz; 6 декабря 1947, Белград — 3 июня 2025, Белград) — югославский и сербский политический деятель, председатель Коммунистической партии. Внук Иосипа Броза Тито, основателя и единственного президента СФР Югославии.

## Биография

### Ранние годы
Родился 6 декабря 1947 года в Белграде. Отец: Жарко Броз, старший сын Иосипа Броза Тито. Мать: Тамара Вегер. Родители развелись, когда Иосипу-младшему было всего три года. Со своей младшей сестрой Златицей он переехал жить к своему деду Иосипу и бабке Йованке. Окончил начальную школу и поступил в гимназию, но не окончил даже первый класс. После был переведён в техническую школу, окончив которую, поступил в училище лесного хозяйства в Кралево. Окончил лесной факультет Белградского университета.

### Жизнь в СФР Югославии
Иосип-младший некоторое время работал лесником и инженером-токарем. Служил в Противодиверсионном полицейском взводе, всегда сопровождал своего деда во время авиаперелётов. После кончины деда оставил службу в полиции и занялся частным предпринимательством, выкупив рестораны «Чубурска липа» и «Тито».
Четыре раза Иосип Броз-младший вступал в брак. От первого брака есть сыновья Небойша и Виктор, от брака с четвёртой женой Далидой есть дочь Тамара. Внуки: Лука, Филипп и Лазарь.

### Политическая карьера
В 2003 году Иосип Броз-младший участвовал в Парламентских выборах как представитель коалиции, в составе которой были Рабочая партия Югославии, Экологическая партия Воеводины, Сербская национальная социалистическая партия рабочих, безработных, пенсионеров и крестьян и Югославская партия доброй воли. На предвыборных плакатах этой коалиции был портрет Иосипа Броза Тито с подписью «Где я остановился, ты продолжи» (серб. Где ја стадох, ти продужи). В конце 2003 года, будучи заместителем председателя Партии зелёных, собирался организовать коалицию КОРАК, но тогдашний посол США в Сербии Уильям Дэйл Монтгомери отговорил Броза-младшего от идеи так назвать коалицию. 19 апреля 2008 года Броз присутствовал на Съезде объединения коммунистов Сербии, но при этом ни в одну партию не вступил официально.
В 2009 году Йошка Броз стал заместителем председателя в Коммунистической партии, созданной Веролюбом Недельковичем. По программе партии, в которую входили элементы национализма и клерикализма, её можно было назвать национал-коммунистической. 10 июня 2009 года Броза исключили из рядов партии, и недовольный Броз 21 ноября 2009 года совместно с Новой коммунистической партией Сербии Ненада Кулича и Социал-демократической партией Воеводины организовал совещание в Нови-Саде, чтобы начать сбор подписей для регистрации новой партии. На съезд Броз из мести не пригласил действовавших коммунистов Сербии, назвав их всех «ультралевой сектой». На том же съезде Йошка Броз был избран председателем новообразованной партии, о чём объявили делегаты Съезда объединения партий-участниц в гостинице «Адица» в пригороде Нови-Сада.
Йошка Броз поставил своей целью до конца января собрать 10 тысяч подписей, необходимых для регистрации партии. В качестве своего потенциального электората он выделил от 10 до 60 % граждан Сербии, не определившихся с политическими убеждениями. Регистрация партии состоялась 28 ноября 2010 года, и Йошка Броз стал её первым председателем. В 2012 году она приняла участие в парламентских выборах, однако с 0,74 % голосов (28,977 голосов итого) не попала в Парламент Сербии.
На парламентских выборах в 2014 году был избран единственным депутатом от своей партии. Вновь избран депутатом на следующих выборах в 2016 году.
Скончался 3 июня 2025 года в Белграде.